# David Hannay
David Hannay, barone Hannay di Chiswick (Londra, 28 settembre 1935), è un diplomatico britannico.
Laureato a Oxford, è entrato nel corpo diplomatico nel 1959. Durante i suoi 36 anni di servizio è stato, tra gli altri incarichi, rappresentante permanente presso la Comunità Europea e le Nazioni Unite. Dopo essere andato in pensione dalla carriera diplomatica nel 1995 è stato nominato inviato speciale britannico a Cipro, posizione mantenuta per sette anni fino al maggio 2003.
È stato nominato Lord nel 2001 e siede nella Commissione per gli Affari Europei della House of Lords, e nel gruppo di consulenti del Segretario Generale delle Nazioni Unite. È anche cancelliere vicario dell'Università di Birmingham.
I suoi anni da inviato speciale incaricato di trovare soluzioni al problema di Cipro sono narrati nel libro Cyprus: The Search for a Solution pubblicato nel 2005.